# Sektion Schwaben des Deutschen Alpenvereins
Die Sektion Schwaben des Deutschen Alpenvereins (DAV) 1869 e. V. (kurz DAV Schwaben) ist eine Sektion des Deutschen Alpenvereins. Die Sektion ist mit 41.872 Mitgliedern (Stand: 31. Dezember 2024) einer der größten Sportvereine Deutschlands (aktuell Rang 15) und die drittgrößte Sektion des Deutschen Alpenvereins. Nach dem VfB Stuttgart und vor der Sektion Stuttgart des DAV ist sie der zweitgrößte Sportverein in Stuttgart.

## Gründung
Die am 28. Oktober 1869 gegründete Sektion Schwaben ist eine der ältesten des Deutschen Alpenvereins, sie wurde kurz nach der Gründung des Hauptvereins unter anderem von Theodor Harpprecht ins Leben gerufen.
Die Gründungsmitglieder waren C. Bach, Blum, Obertribunalrat v. Föhr, Gantter, Freiherr von Gemmingen, Theodor Harpprecht, Kreisrichter Hegler, Dozent Negele, Stadtrichter Hermann, Justizassessor Pischek, Rechtsanwalt Tafel. Die Sektion Schwaben gehört zu den Gründersektionen des DAV, der kurz zuvor in München gegründet wurde.
Aus der Sektion Schwaben gehen 1879 die Sektion Ulm, 1881 Schwarzer Grat/Leutkirch (Sektion Leutkirch) sowie 1888 die Sektion Ravensburg hervor, die Sektion Tübingen wird 1890 von Mitgliedern der Sektion Schwaben gegründet, wie auch 1891 die Sektion Heilbronn.

## Geschichte
Der erste Vortrag bei der Sektion Schwaben war über die Südtäler des Monte Rosa von Professor Ganter im Jahr 1870.
1874 wurden die Mitgliedsbeiträge auf 2 Mark angehoben.
1878 wurde ein Darlehen aufgenommen, um über 300 Bücher für 300 Mark zu kaufen, die aus dem Nachlass von Professor Ganter stammten, welche der Grundstein für die heute noch existierende Sektionsbücherei waren.
1880 wurde eine Hüttenkasse eingerichtet und ein Ausschuss ermächtigt mit den Vorarbeiten für einen Hüttenbau zu beginnen, bereits 1881 wird das Jamtal in der Silvretta als geeigneter Ort genannt, und auf Generalversammlung wurde der Hüttenbau beschlossen. Am 20. August 1882 konnte die Jamtalhütte eingeweiht werden, deren Bau 4498 Mark kostete.
Acht Jahre später wurde das Hallerangerhaus im Jahr 1901 eingeweiht.
Die Kartographierung des Jamtals 1905 vervollständigt, die entstandenen Kosten übernahm die Sektion. Im selben Jahr wurde eine Schneeschuhabteilung gegründet, welche 1907 mit dem Schneeschuhverein Baiersbronn den Schwäbischen Schneeschuh-Bund gründete.
1908 wurde beschlossen im Krabbenjoch (Lechtal) eine weitere Hütte zu bauen, welche am 1. August 1910 eingeweiht wurde.
Der Bau einer weiteren Hütte auf der Schwarzwasseralpe im Kleinwalsertal wurde 1913 beschlossen und bereits im Folgenden Jahr wurde mit dem Bau begonnen. Ebenfalls im Jahr 1914 wurde das Hallerangerhaus durch eine Lawine zerstört.
Nach dem Ersten Weltkrieg, wo Fahrten in die Alpen nicht möglich waren, konnten 1919 wieder Arbeiten an den Hütten vorgenommen werden, so das 1920 die Schwarzwasserhütte eröffnet werden konnte, das Hallerangerhaus konnte erst 4 Jahre später im Jahr 1924 neu eröffnet werden. Alsbald folgte 1925 der Kauf des Schwabenhauses bei Bürserberg im Rätikon.
1935 konnte in Schopfloch (Lenningen / Landkreis Esslingen) das Harpprechthaus eingeweiht werden und ein Jahr später folgte die Einweihung der Stuttgarter-Hütte, welche neu erbaut wurde.
Aufgrund des Ausbruchs des Zweiten Weltkrieges wurden zwischen 1939 und 1943 sämtliche Hütten geschlossen, und im Jahr 1944 dem 75. Jubiläum der Sektion wurde die Geschäftsstelle mit sämtlichen Inventar durch einen Bombenangriff zerstört.
Aufgrund einer Anweisung der Militärregierung musste beim Kriegsende die Sektion geschlossen werden, des Weiteren wurden sämtliche Hütten des Deutschen Alpenvereins in Österreich enteignet.
Bereits 1948 erlangte die Sektion eine „offizielle Wiederzulassung“ von der Militärregierung. Die Hütten wurden allerdings erst 1956 wieder an die Sektionen zurückgegeben.
Bei der Erstbesteigung des Alpamayo 1957 waren Bernhard Huhn, Frieder Knauss, Günter Hauser und Horst Wiedmann aus der Sektion beteiligt. Im selben Jahr konnte bei Sirchingen (Bad Urach) das Werkmannhauses eingeweiht werden.
6. Mai 1965 Die Erstbesteigung des Gangapurna (7455 m) gelang einer DAV Expedition unter der Leitung von Günter Hauser.
1975 gelang zwei Sektionsmitglieder die Erstbesteigung des Tent Peak (5500 m).

## Sektionen, die aus der Sektion Schwaben hervorgingen
Folgende Sektionen gingen aus der Sektion Schwaben hervor:
Die Sektion Ulm
Am 19. April 1879 wurde die Sektion Ulm gegründet, aus derer am 25. Oktober 1901 die Sektion Neu-Ulm hervorging.
Die Sektion SSV Ulm 1846 des Deutschen Alpenvereins ging allerdings nicht von der Sektion Ulm aus. Vielmehr gründeten sieben Mitglieder des Turnerbundes Ulm im Januar 1912 die Sektion Turnerbund Ulm.
Die Sektion Ravensburg
Am 3. Mai 1888 ging aus der Sektion Ulm die Sektion Ravensburg hervor, welche die 164. Sektion des Deutschen Alpenvereins war.
Die Sektion Tübingen
Am 4. März 1891 wurde durch einen „Anstoß“ durch den Zentralausschuss und die Sektion Schwaben die Sektion Tübingen des Deutschen Alpenvereins gegründet.
Die Sektion Heilbronn
Am 15. Dezember 1891 wurde die Sektion Heilbronn gegründet. Bereits zu diesem Zeitpunkt hatte sie 63 Mitglieder.
Ebingen, Heidenheim (Sektion Brenztal), Ludwigsburg und Schorndorf
Weil die Sektion Schwaben die Ortsgruppenarbeit stark vernachlässigte, trennten sich folgende Ortsgruppen von der Sektion Schwaben im Jahr 1948 und gründeten eigene Sektionen:
- Ebingen
- Heidenheim (Sektion Brenztal)
- Ludwigsburg
- Schorndorf

## Bezirksgruppen der Sektion Schwaben
Die Sektion Schwaben hat insgesamt 10 noch aktive Bezirksgruppen:
- Gegründet 1930 die Bezirksgruppe Aalen
- Gegründet 1949 die Bezirksgruppe Laichingen
- Gegründet 1951 die Bezirksgruppe Kirchheim
- Gegründet 1955 die Bezirksgruppe Ellwangen
- Gegründet 1966 die Bezirksgruppe Nürtingen
- Gegründet 1969 die Bezirksgruppe Calw
- Gegründet 1970 die Bezirksgruppe Rems-Murr bzw. Rommelshausen
- Gegründet 1982 die Bezirksgruppe Böblingen-Sindelfingen
- Bezirksgruppe Esslingen
- Bezirksgruppe Sudeten

## Sektionsvorsitzende
Eine chronologische Übersicht über alle Präsidenten der Sektion seit Gründung.
| Amtszeit  | Präsident             | Anmerkung                               |
| --------- | --------------------- | --------------------------------------- |
| 1869–1872 | Ludwig Gantter        | Professor am Polytechnicum in Stuttgart |
| 1872–1876 | Wilhelm von Gemmingen | württembergischer Konsistorialpräsident |
| 1876–1878 | Gantter               |                                         |
| 1878–1883 | Herrmann              | Landgerichtsdirektor                    |
| 1883–1897 | Andreas von Renner    | Finanzdirektor                          |
| 1897–1909 | Robert Klaiber        | Oberfinanzrat                           |
| 1909–1911 | Adolf Schiedmayer     | Geh. Kommerzienrat                      |
| 1912–1914 | Robert Teichmann      | Reichsgerichtsrat                       |
| 1914–1920 | Anton Entreß          |                                         |
| 1920–1933 | Paul Dinkelacker      |                                         |
| 1933–1945 | Hermann Cuhorst       |                                         |
| 1945–1947 | Albert Burger         |                                         |
| 1947–1949 | Karl Stockinger       |                                         |
| 1949–1953 | Felix Reichert        |                                         |
| 1953–1970 | Eugen Heinz           |                                         |
| 1970–1979 | Wilhelm Hällfritzsch  |                                         |
| 1979–1990 | Ernst Schaude         |                                         |
| 1990–1999 | Horst Wiedmann        |                                         |
| 1999–2008 | Dieter Angst          |                                         |
| 2008–2014 | Wilhelm Schloz        |                                         |
| Seit 2014 | Frank Boettiger       |                                         |

## Bekannte Mitglieder
- Hermann Eiselen
- Hans Faber
- Walther Flaig
- Günter Hauser
- Julius Kugy
- Ulrich Mann
- Friedrich Weiß

## Hütten der Sektion
Die Sektion ist im Besitz folgender Schutzhütten:
Alpen
- Hallerangerhaus, 1768 m (Karwendel)
- Jamtalhütte, 2165 m (Silvretta)
- Schwabenhaus, 1198 m (Rätikon)
- Schwarzwasserhütte, 1620 m (Allgäuer Alpen)
- Stuttgarter Hütte, 2310 m (Lechtaler Alpen)
- Sudetendeutsche Hütte, 2650 m (Granatspitzgruppe)

Schwäbische Alb
- Gedächtnishütte,[16] 765 m
- Harpprechthaus,[17] 765 m
- Werkmannhaus,[18] 756 m

Ehemalige Hütten der Sektion
- Aljažev dom (Aljažev Haus),[19] 1002 m (Julische Alpen)
- Berghaus Hinterreute,[20] 969 m (Allgäuer Alpen)
- Halleranger SV-Hütte,[21] 1765 m (Karwendel)

## Kletteranlagen
- DAV Boulderzentrum und Kletterzentrum Stuttgart[22]
- Reiner-Schwebel-Kletterhalle[23]
- Kletterhalle Kirchheim[24]
- DAV Boulderzentrum und Kletterzentrum Schwaben – Rockerei[25]